# 2-methylbutan-1-ol
2-methyl-1-butanol, systematický název 2-methylbutan-1-ol je alifatický alkohol, jeden z rozvětvených izomerů pentanolu.

## Použití
2-methylbutan-1-ol se používá jako rozpouštědlo a meziprodukt při výrobě dalších látek. Je také součástí řady průmyslových směsí amylalkoholu.